# Паша, Шуджа Ахмед
Генерал-лейтенант Ахмед Шуджа Паша (англ. Ahmad Shuja Pasha; урду احمد شجاع پاشا‎; род. 18 марта 1952, Сиалкот, Пенджаб). В октябре 2008 года занял должность генерального директора пакистанской межведомственной разведки. 18 марта 2010 года он должен был уйти на пенсию по выслуге лет, но срок его полномочий был продлён на два года. Затем срок был продлён ещё на два года, до 18 марта 2013 года По версии журнала Time, Ахмед Паша входит в число 100 самых влиятельных людей мира. Ушёл в отставку 19 марта 2012 года.

## Служба в армии
В 1974 году Ахмед Паша начал проходить службу в армии в звании второго лейтенанта, в знаменитом полку пограничных войск. Он командовал механизированной бригадой пехоты, также был главным инструктором в военном колледже. С 2001 по 2002 год, Ахмед Паша командовал контингентом пакистанских миротворцев во время гражданской войны в Сьерра-Леоне.
В январе 2003 года получил звание генерал-майора и стал командиром Восьмой пехотной дивизии в Сиалкоте. Оттуда в апреле 2005 года он был направлен в Кветту в качестве коменданта военного колледжа. С апреля 2006 по октябрь 2008 года, Паша руководил военными операциями в Вазиристане, Свате и других районах проживания племен.
В октябре 2007 года, Паша был назначен военным советником генерального секретаря Организации Объединённых Наций, однако из-за своих обязательств в пакистанской армии, он так и не вступил в эту должность.

## На посту директора ПМР
29 сентября 2008 года Ахмед Паша стал генеральным директором пакистанской межведомственной разведки, при помощи начштаба сухопутных войск, генерала Ашфака Кайани. Паша отличается антиталибскими взглядами, в отличие от своего предшественника. Правительство Соединённых Штатов оказывало давление на Пакистан, с целью заменить генерал-лейтенанта Надима Таджа, который по их мнению вёл «двойную игру» с боевиками. Кроме того, назначение Паши было частью плана генерала Кайани по укреплению своего авторитета среди военных, так как все предыдущие назначения были сделаны бывшим президентом и главой армии Первезом Мушаррафом.

## Атака на Мумбаи
После атаки на Мумбаи в 2008 году, индийские СМИ сообщили, что Паша готов обменяться с Индией разведданными, после просьбы премьер-министра Манмохана Сингха, это стало бы первым разом когда глава разведки Пакистана прибыл в Индию, однако позже Ахмед Паша сказал, что его неправильно поняли и визит не состоялся.

## Отношение к ЦРУ
После убийства Усамы бен Ладена американским спецназом и инцидента с Рэймондом Дэвисом, Ахмед Паша выступил с докладом в парламенте страны, в котором сообщил о провальных действиях со стороны Пакистана в борьбе с терроризмом и о страхе перед могуществом Соединённых Штатов.